# نيك كولير
نيك كولير (بالإنجليزية: Nick Collier)‏ هو رائد أعمال أمريكي، ولد في 1 أغسطس 1975 في بيركيلي في الولايات المتحدة.

## وصلات خارجية
- الموقع الرسمي